# كي. جي. وليم دال
كي. جي. وليم دال (بالإنجليزية: K. G. William Dahl)‏ (3 فبراير 1883 في السويد - 9 سبتمبر 1917، أكستيل في الولايات المتحدة)؛ روائي أمريكي.